# La Di Da Di (Battles)
La Di Da Di è il terzo album in studio del gruppo musicale statunitense Battles, pubblicato nel 2015.

## Tracce
1. The Yabba – 6:49
2. Dot Net – 2:59
3. FF Bada – 4:25
4. Summer Simmer – 5:49
5. Cacio e Pepe – 2:41
6. Non-Violence – 3:44
7. Dot Com – 4:19
8. Tyne Wear – 1:50
9. Tricentennial – 2:56
10. Megatouch – 5:23
11. Flora > Fauna – 1:26
12. Luu Le – 6:52

## Formazione
- Dave Konopka – basso, chitarra, effetti
- John Stanier – batteria
- Ian Williams – chitarra, tastiera